# Agia Varvara
Agia Varvara este un oraș în Grecia.